# Augusta vitiensis
Augusta vitiensis är en måreväxtart som först beskrevs av Berthold Carl Seemann, och fick sitt nu gällande namn av Joseph Harold Kirkbride. Augusta vitiensis ingår i släktet Augusta och familjen måreväxter. Inga underarter finns listade i Catalogue of Life.